# Trégourez
Trégourez är en kommun i departementet Finistère i regionen Bretagne i västra Frankrike. Kommunen ligger i kantonen Châteauneuf-du-Faou som tillhör arrondissementet Châteaulin. År 2022 hade Trégourez 952 invånare.

## Befolkningsutveckling
Antalet invånare i kommunen Trégourez
Referens:INSEE